# Estats de Mèxic
Els trenta-un estats de Mèxic són les entitats lliures i sobiranes que conformen una Unió federal, els Estats Units Mexicans. Els estats i el Districte Federal són, de manera conjunta, les entitats federals o entitats federatives de Mèxic.

## Naixement i història de la federació

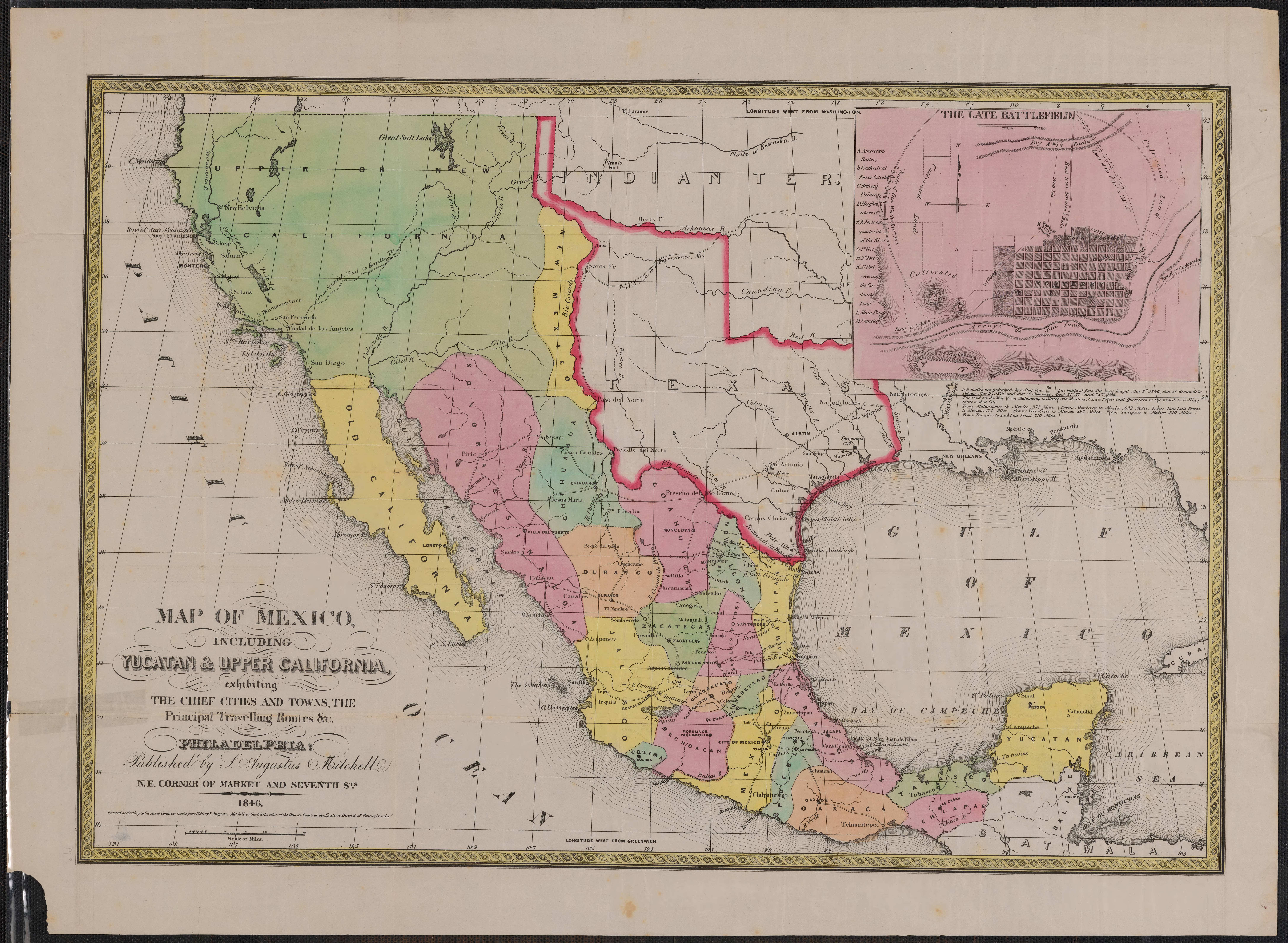
La federació mexicana el 1847

Els Estats Units Mexicans—o Mèxic—nasqueren com a federació després de la caiguda de l'efímer Primer Imperi Mexicà, i la promulgació de la Constitució Federal dels Estats Units Mexicans, el 4 d'octubre, 1824, el qual donava fi al règim anterior de la monarquia constitucional i hi establia el sistema presidencialista o congressual. Abans de la promulgació de la constitució, els diversos estats que integrarien la federació ja havien començat a redactar llurs pròpies constitucions, la majoria havien estat províncies de l'Imperi i de la Nova Espanya. L'Amèrica Central, que havia pertangut a l'Imperi Mexicà i a la Nova Espanya, decidí no integrar-s'hi, ans conformà un Estat independent, les Províncies Unides d'Amèrica Central, el territori del qual abastaria el que era l'antiga Capitania General de Guatemala. Tanmateix, a Chiapas, territori que pertanyia a la capitania, la població decidí per referèndum, separar-se de l'Amèrica Central, romandre com a territori mexicà i integrar-s'hi com a estat.
Així, doncs, foren 19 els estats fundadors o originals de la federació: Chiapas, Chihuahua, Coahuila i Texas, Durango, Guanaxuato, Mèxic, Michoacán, Nuevo León, Oaxaca, Puebla de los Ángeles, Querétaro, San Luis Potosí, Sonora i Sinaloa, Tabasco, Tamaulipas, Veracruz, Xalisco, Yucatán i Zacatecas. A més, la federació creà els següents territoris: l'Alta Califòrnia, la Baixa Califòrnia, Colima, Santa Fe de Nou Mèxic i Tlaxcala. La ciutat de Mèxic s'escindí de l'estat de Mèxic i es conformà com a Districte Federal, seu dels poders de la Unió.
La federació es dissolgué en dues ocasions durant el segle xix. La primera fou de 1835 a 1846, amb la publicació de les Set Lleis que originaren la Primera República Central, confirmada amb la publicació de les Bases Orgàniques de la República, el 1842, que originaren la Segona República Central. Aleshores Texas, Nuevo León, Coahuila, Tamaulipas, Zacatecas i Yucatán amenaçaren de separar-se de Mèxic si el federalisme no hi era restaurat. Només Texas i Yucatán aconseguiren independitzar-se, però Yucatán es reintegrà amb la condició que preservaria la seva autonomia.
Després de la Guerra Estats Units - Mèxic, els Estats Units d'Amèrica prengueren la meitat del territori mexicà: els territoris de l'Alta Califòrnia i Santa de Fe de Nou Mèxic (que en l'actualitat corresponen als estats nord-americans de Califòrnia, Arizona, Nou Mèxic, Nevada, i una petita secció de Utah), així com la secció disputada de l'oest i nord de Texas (que incloïa seccions dels estats actuals de Colorado, Oklahoma, Kansas i Wyoming).
El federalisme fou restaurat el 1846, i el 1857 s'elaborà una segona constitució federal. El 1864, i com a resultat de la Intervenció Francesa, s'establí el sistema monàrquic i centralista, que originà el Segon Imperi Mexicà, encapçalat per Maximilià d'Habsburg. Fou deposat el 1867 i el federalisme es restaurà de manera definitiva. Després de la Revolució Mexicana, s'escrigué una nova constitució el 1917, confirmant el sistema federal que uneix els estats mexicans.

## Els estats de la Unió
Actualment, són 31 els estats de la Unió mexicana:
| Nom oficial                  | Abrev. | ISO 3166 | Escut                        | Data d'unió | Població (2005) | Superfície (km²) | Capital                  | Ciutat més poblada       |
| ---------------------------- | ------ | -------- | ---------------------------- | ----------- | --------------- | ---------------- | ------------------------ | ------------------------ |
| Aguascalientes               | Ags    | AGU      | Estat d'Aguascalientes       | 1835        | 1.051.000       | 5.625            | Aguascalientes           | Aguascalientes           |
| Baixa Califòrnia             | BC     | BCN      | Baixa Califòrnia             | 1952        | 2.842.000       | 71.546           | Mexicali                 | Tijuana                  |
| Baixa Califòrnia Sud         | BCS    | BCS      | Baixa Califòrnia Sud         | 1974        | 517.000         | 73.943           | La Paz                   | La Paz                   |
| Campeche                     | Camp   | CAM      | Campeche                     | 1858        | 751.000         | 57.727           | Campeche                 | Campeche                 |
| Chiapas                      | Chis   | CHP      | Chiapas                      | 1824        | 4.256.000       | 73.681           | Tuxtla Gutiérrez         | Tuxtla Gutiérrez         |
| Chihuahua                    | Chih   | CHH      | Chihuahua                    | 1824        | 3.238.000       | 247.487          | Chihuahua                | Ciudad Juárez            |
| Coahila de Zaragoza          | Coah   | COA      | Coahuila                     | 1824        | 2.475.000       | 151.445          | Saltillo                 | Saltillo                 |
| Colima                       | Col    | COL      | Colima                       | 1857        | 562.000         | 5.627            | Colima                   | Colima                   |
| Durango                      | Dgo    | DUR      | Durango                      | 1824        | 1.489.000       | 123.367          | Durango                  | Durango                  |
| Guanajuato                   | Gto    | GUA      | estat de Guanajuato          | 1824        | 4.893.000       | 30.621           | Guanajuato               | León                     |
| Guerrero                     | Gro    | GRO      | Guerrero                     | 1858        | 3.116.000       | 63.618           | Chilpancingo             | Acapulco                 |
| Hidalgo                      | Hgo    | HID      | Hidalgo                      | 1869        | 2.334.000       | 20.856           | Pachuca                  | Pachuca                  |
| Jalisco                      | Jal    | JAL      | Jalisco                      | 1824        | 6.652.000       | 78.630           | Guadalajara              | Guadalajara              |
| Mèxic                        | Mex    | MEX      | Mèxic                        | 1824        | 14.161.000      | 22.333           | Toluca                   | Ecatepec de Morelos      |
| Michoacán                    | Mich   | MIC      | Michoacán                    | 1824        | 3.988.000       | 58.667           | Morelia                  | Morelia                  |
| Morelos                      | Mor    | MOR      | Michoacán                    | 1869        | 1.605.000       | 4.892            | Cuernavaca               | Cuernavaca               |
| Nayarit                      | Nay    | NAY      | Nayarit                      | 1917        | 943.000         | 27.862           | Tepic                    | Tepic                    |
| Nuevo León                   | NL     | NLE      | Nuevo León                   | 1824        | 4.164.000       | 64.203           | Monterrey                | Monterrey                |
| Oaxaca                       | Oax    | OAX      | Oaxaca                       | 1824        | 3.522.000       | 93.343           | Oaxaca de Juárez         | Oaxaca de Juárez         |
| Puebla                       | Pue    | PUE      | Puebla                       | 1824        | 5.391.000       | 34.251           | Puebla de Zaragoza       | Puebla de Zaragoza       |
| Querétaro de Arteaga         | Qro    | QUE      | Querétaro                    | 1824        | 1.593.000       | 11.658           | Santiago de Querétaro    | Santiago de Querétaro    |
| Quintana Roo                 | Q Roo  | ROO      | Quintana Roo                 | 1974        | 1.134.000       | 42.535           | Chetumal                 | Cancun                   |
| San Luis Potosí              | SLP    | SLP      | San Luis Potosí              | 1824        | 2.412.000       | 61.165           | San Luis Potosí          | San Luis Potosí          |
| Sinaloa                      | Sin    | SIN      | Sinaloa                      | 1831        | 2.610.000       | 57.331           | Culiacán                 | Culiacán                 |
| Sonora                       | Son    | SON      | Sonora                       | 1831        | 2.384.000       | 179.516          | Hermosillo               | Hermosillo               |
| Tabasco                      | Tab    | TAB      | Tabasco                      | 1824        | 2.013.000       | 24.747           | Villahermosa             | Villahermosa             |
| Tamaulipas                   | Tamps  | TAM      | Tamaulipas                   | 1824        | 3.020.000       | 80.148           | Ciudad Victoria          | Reynosa                  |
| Tlaxcala                     | Tlax   | TLA      | estat de Tlaxcala            | 1857        | 1.061.000       | 3.997            | Tlaxcala de Xicohténcatl | Tlaxcala de Xicohténcatl |
| Veracruz de Ignacio de Llave | Ver    | VER      | Veracruz de Ignacio de Llave | 1824        | 7.081.000       | 71.856           | Xalapa de Enríquez       | Veracruz                 |
| Yucatán                      | Yuc    | YUC      | Yucatán                      | 1824        | 1.803.000       | 39.671           | Mérida                   | Mérida                   |
| Zacatecas                    | Zac    | ZAC      | Zacatecas                    | 1824        | 1.357.000       | 75.416           | Zacatecas                | Zacatecas                |

## Organització política dels estats
La constitució de Mèxic estableix que els estats han d'adoptar una forma de govern republicana, representativa i popular, basada en un sistema congressual. A més, la base de la subdivisió territorial i de llur organització política i administrativa ha de ser el municipi lliure (autònom). Als estats, com a la federació, hi ha una clara separació de poders:
- el poder executiu és ostentat per un governador i el seu gabinet;
- el poder legislatiu és ostentat per un Congrés estatal unicameral integrat per diputats uninominals i plurinominals, el nombre dels quals és determinat per les constitucions de cada estat; i
- el poder judicial és ostentat pels tribunals establerts per les constitucions de cada estat.[14]

Cada estat és autònom i independent dels altres. Tanmateix, no poden subscriure convenis ni unions els uns amb els altres sense l'aprovació del Senat, i no poden declarar la guerra a una potència estrangera, llevat els casos d'invasió, per la qual cosa no poden esperar la declaració de guerra del Congrés de la Unió. Cada estat, a més a més, té una constitució pròpia, i codis civil i penal únics i diferenciats. Així, els mexicans són ciutadans de la federació i alhora ciutadans dels estats on hagin nascut o tinguin residència, i les constitucions dels estats estableixen els requisits o condicions per gaudir la ciutadania, o les raons per la qual es perd. Finalment, cada estat també té un cos de policia i una fiscalia pròpies.